# Raxaul
Raxaul (en hindi: रक्सौल) es una ciudad de la India, en el distrito de Purba Champaran, estado de Bihar.

## Geografía
Se encuentra a una altitud de 85 m s. n. m. a 196 km de la capital estatal, Patna, en la zona horaria UTC +5:30.

## Demografía
Según estimación 2024 contaba con una población de 125 210 habitantes.